# Amina Ansjba
Amina Vladikovna Ansjba (Russisch: Амина Владиковна Аншба) (Moskou, 9 september 1999) is een tennisspeelster uit Rusland. Zij begon op vierjarige leeftijd met het spelen van tennis. Haar favoriete ondergrond is gravel. Zij is linkshandig en speelt tweehandig aan beide zijden. Zij is actief in het internationale tennis sinds 2013.

## Loopbaan
In september 2015 won Ansjba in Telavi (Georgië) haar eerste ITF-toernooi met Ani Amiraghjan in het dubbelspel. In juli 2016 won zij in Kazan ook haar eerste enkelspeltoernooi op het ITF-circuit.
In september 2021 won zij haar zestiende ITF-dubbelspeltitel in Collonge-Bellerive (Zwitserland), samen met landgenote Anastasija Gasanova. Daarmee kwam zij binnen op de top 150 van de wereldranglijst.
Ansjba stond in 2022 voor het eerst in een WTA-finale, op het toernooi van Palermo, samen met de Hongaarse Panna Udvardy – zij verloren van het koppel Anna Bondár en Kimberley Zimmermann.
In juli 2023 bereikte Ansjba in het dubbelspel, samen met de Tsjechische Anastasia Dețiuc, tweemaal een WTA-finale, eenmaal in Contrexéville en andermaal in Lausanne – door dit resultaat haakte zij nipt aan bij de mondiale top 100 van het dubbelspel. In september veroverde Ansjba haar eerste WTA-titel, op het toernooi van Ljubljana, samen met de Amerikaanse Quinn Gleason, door het koppel Freya Christie en Yuliana Lizarazo te verslaan.
Terug met Anastasia Dețiuc won Ansjba in mei 2024 haar tweede titel, in Saint-Malo. Zij had met Dețiuc haar grandslamdebuut op het dubbelspeltoernooi van Roland Garros, waaraan zij als alternate konden deelnemen – zij bereikten er de derde ronde.

## Posities op deWTA-ranglijst
Positie per einde seizoen:
| jaar | rang enkelspel | rang dubbelspel |
| ---- | -------------- | --------------- |
| 2015 | 685            | 878             |
| 2016 | 750            | 718             |
| 2017 | 449            | 417             |
| 2018 | 315            | 236             |
| 2019 | 377            | 185             |
| 2020 | 345            | 200             |
| 2021 | 282            | 140             |
| 2022 | 431            | 122             |
| 2023 | 385            | 91              |

## Palmares
| Legenda                 |
| ----------------------- |
| Grandslamtoernooi       |
| Olympische Spelen       |
| Year-End Championships  |
| Premier Mandatory       |
| Premier Five / WTA 1000 |
| Premier / WTA 500       |
| International / WTA 250 |
| Challenger / WTA 125    |

### WTA-finaleplaatsen enkelspel
geen

### WTA-finaleplaatsen vrouwendubbelspel
| nr.              | finale     | toernooi          | ondergrond | partner           | tegenstandsters                    | score            |         |
| ---------------- | ---------- | ----------------- | ---------- | ----------------- | ---------------------------------- | ---------------- | ------- |
| gewonnen finales |            |                   |            |                   |                                    |                  |         |
| 1.               | 2023-09-16 | WTA Ljubljana     | gravel     | Quinn Gleason     | Freya Christie Yuliana Lizarazo    | 6-3, 6-4         | details |
| 2.               | 2024-05-04 | WTA Saint-Malo    | gravel     | Anastasia Dețiuc  | Estelle Cascino Carole Monnet      | 7-6, 2-6, [10-5] | details |
| 3.               | 2025-02-09 | WTA Mumbai        | hardcourt  | Jelena Pridankina | Arianne Hartono Prarthana Thombare | 7-6, 2-6, [10-7] | details |
| verloren finales |            |                   |            |                   |                                    |                  |         |
| 1.               | 2022-07-24 | WTA Palermo       | gravel     | Panna Udvardy     | Anna Bondár Kimberley Zimmermann   | 3-6, 2-6         | details |
| 2.               | 2023-07-16 | WTA Contrexéville | gravel     | Anastasia Dețiuc  | Cristina Bucșa Aljona Fomina       | 6-4, 3-6, [7-10] | details |
| 3.               | 2023-07-30 | WTA Lausanne      | gravel     | Anastasia Dețiuc  | Anna Bondár Diane Parry            | 2-6, 1-6         | details |

## Resultaten grandslamtoernooien
| Legenda | Legenda                          |
| ------- | -------------------------------- |
| g.t.    | geen toernooi gehouden           |
| l.c.    | lagere categorie                 |
| –       | niet deelgenomen                 |
| G       | uitgeschakeld in de groepsfase   |
| 1R      | uitgeschakeld in de eerste ronde |
| 2R      | uitgeschakeld in de tweede ronde |
| 3R      | uitgeschakeld in de derde ronde  |
| 4R      | uitgeschakeld in de vierde ronde |
| KF      | uitgeschakeld in de kwartfinale  |
| HF      | uitgeschakeld in de halve finale |
| F       | de finale verloren               |
| W       | het toernooi gewonnen            |
| w-v     | winst/verlies-balans             |

### Enkelspel
geen deelname

### Vrouwendubbelspel
| toernooi        | 2024 |
| --------------- | ---- |
| Australian Open | –    |
| Roland Garros   | 3R   |
| Wimbledon       |      |
| US Open         |      |